# Hasanabad (Teheran)
Hasanābād (farsi حسن‌آباد) è una città dello shahrestān di Rey, circoscrizione di Fasha Poyeh, nella provincia di Teheran in Iran. Aveva, nel 2006, una popolazione di 20.451 abitanti. 